# Windthorst
Windthorst è un centro abitato degli Stati Uniti d'America, situato nella contea di Archer e nella contea di Clay dello Stato del Texas. Secondo il censimento effettuato nel 2010 gli abitanti della città ammontavano a 409. Fa parte della Wichita Falls metropolitan area.
Windthorst è sede della St. Mary's Grotto, un santuario romano cattolico, costruito con i soldi forniti dai 64 membri del servizio militare di Windthorst che prestarono servizio nella Seconda guerra mondiale. Tutti i 64 soldati tornarono a casa. Nel 2009 è stato costruito un nuovo ingresso per il santuario.
La città è chiamata così in onore di Ludwig Windthorst, uno statista cattolico tedesco. Il Bridwell Park di Windthorst prende invece il nome dal petroliere, allevatore, e filantropo Joseph Sterling Bridwell di Wichita Falls.

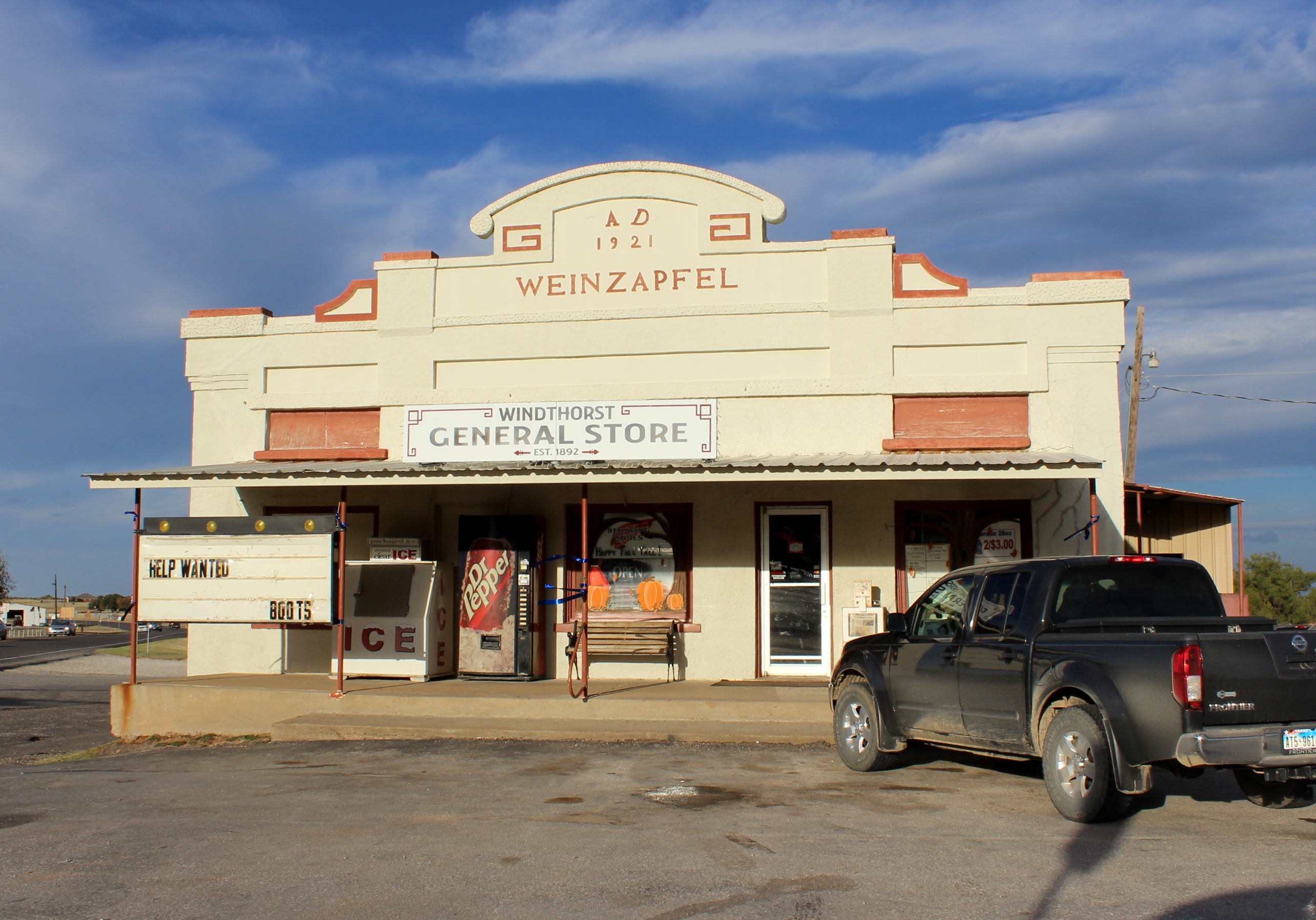
Windthorst General Store, c. 1921

## Geografia fisica
Windthorst si trova nella fascia settentrionale del Texas, più precisamente nella parte orientale della contea di Archer, ma si estende in quella occidentale della Contea di Clay. La U.S. Route 281 passa attraverso il centro della città, che porta verso nord a 25 miglia (40 km) a Wichita Falls e verso sud-est a 33 miglia (53 km) a Jacksboro. La Texas State Highway 25 conduce invece verso ovest ad Archer City, il capoluogo di Archer County, distante 11 miglia (18 km).

## Società

### Evoluzione demografica

#### Censimento del 2000
| Anno       | Popolazione | ±%     |
| ---------- | ----------- | ------ |
| 1970       | 377         | Note:  |
| 1980       | 409         | 8,5%   |
| 1990       | 367         | −10,3% |
| 2000       | 440         | 19,9%  |
| 2010       | 409         | −7,0%  |
| Stima 2015 | 390         | −4,6%  |

Secondo il censimento del 2000, c'erano 509 persone, 154 nuclei familiari e 119 famiglie residenti nella città. La densità di popolazione era di 175,9 persone per miglio quadrato (68,0/km²). C'erano 162 unità abitative a una densità media di 64.8 per miglio quadrato (25,0/km²). La composizione etnica della città era formata dall'83,86% di bianchi, lo 0,23% di nativi americani, il 14,09% di altre razze, e l'1,82% di due o più etnie. Ispanici o latinos di qualunque razza erano il 23,41% della popolazione.
C'erano 154 nuclei familiari di cui il 40,9% aveva figli di età inferiore ai 18 anni, il 71,4% erano coppie sposate conviventi, l'1,9% aveva un capofamiglia femmina senza marito, e il 22,7% erano non-famiglie. Il 21,4% di tutti i nuclei familiari erano individuali e il 9,7% aveva componenti con un'età di 65 anni o più che vivevano da soli. Il numero di componenti medio di un nucleo familiare era di 2,86 e quello di una famiglia era di 3,34.
La popolazione era composta dal 31,8% di persone sotto i 18 anni, il 7,7% di persone dai 18 ai 24 anni, il 28,4% di persone dai 25 ai 44 anni, il 18,6% di persone dai 45 ai 64 anni, e il 13,4% di persone di 65 anni o più. L'età media era di 32 anni. Per ogni 100 femmine c'erano 111,5 maschi. Per ogni 100 femmine dai 18 anni in su, c'erano 106,9 maschi.
Il reddito medio di un nucleo familiare era di 37.708 dollari, e quello di una famiglia era di 45.000 dollari. I maschi avevano un reddito medio di 30.833 dollari contro i 17.917 dollari delle femmine. Il reddito pro capite era di 16.146 dollari. Circa il 6,5% delle famiglie e l'8,0% della popolazione erano sotto la soglia di povertà, incluso l'8,3% di persone sotto i 18 anni e il 10,1% di persone di 65 anni o più.

## Cultura

### Istruzione
Windthorst è servito dal Windthorst Independent School District. Esso comprende tre scuole: la Windthorst High School (Grado 9-12), la Windthorst Junior High (Grado 6-8), e la Windthorst Elementary (Gradi EE-5).